# Vlag van Kedah

Vlag van Kedah

De vlag van Kedah bestaat uit een rood veld met in de linkerbovenhoek een geel schild boven een groene halve maan, omringd door een groene rijstkrans.
De rode achtergrond staat voor welvarendheid; rood is ook de traditionele kleur van de deelstaat. Ook de rijst symboliseert de welvaart van Kedah en is het belangrijkste product van de staat. De halve maan staat voor de islam; het gele schild symboliseert de sultan als beschermer van zijn onderdanen en inwoners tegen onrechtvaardigheid. Het schild staat ook voor kracht en autoriteit.
Er zijn redelijk grote verschillen tussen de verschillende exemplaren van vlaggen: de rode achtergrondkleur kan sterk afwijken van de hier getoonde en op het schild staat soms (op uiteenlopende wijzen) een tekst.
De vlag is in 1912 officieel aangenomen.

## Geschiedenis
In het begin van de 18e eeuw bestond de vlag van Kedah alleen uit een effen rood veld. In 1821 werd de vlag veranderd in een gele tijger. Deze vlag werd bekend als de "harimau terkam" (springende tijger) of "harimau melompat" (springende tijger) vlag. De vlag werd gebruikt tijdens het bewind van Sultan Ahmad Tajuddin Halim Shah II en werd gehesen op de top van de Kota Kedah voordat Siam het fort veroverde en het sultanaat bezette en de vlag neerhaalde. De vlag werd verder gebruikt door de troepen van de sultan tijdens de herovering van het land en bleef de staatsvlag tot 1912, toen de vlag werd veranderd in een vlag met het staatswapen op de broektop.

18e eeuw - 1821
1821 - 1912